# Ломинадзе, Виссарион Виссарионович
Виссарион Виссарионович (Бесо) Ломинадзе (груз. ბესარიონ (ბესო) ბესარიონის ძე ლომინაძე, 6 июня 1897 года — 19 января 1935) — советский партийный деятель.

## Биография
Родился в Кутаиси в семье учителя.
С 1913 года участвовал в работе студенческих социал-демократических организаций (Кутаиси, Петербург).
Учился на экономическом отделении Петроградского политехнического института.
С апреля 1917 года работал в Военной организации Петербургского комитета РСДРП(б). С августа 1917 года — секретарь Кутаисского комитета партии.
С 1918 по 1919 год — председатель Тбилисского комитета, в 1919—1920 годах — член Бакинского комитета РКП(б), член Президиума ЦК КП Азербайджана, член исполкома Бакинского совета.
С 1920 по 1921 год — член бюро Орловского губкома РКП(б). С 1921 по 1922 год — партийный организатор Выборгского района в Петрограде, участвовал в подавлении Кронштадтского мятежа.
С 1922 по 1924 год — секретарь ЦК КП Грузии. С 1924 по 1925 год — слушатель курсов марксизма при Коммунистической академии. С 1925 по 1929 год работал в Коминтерне. Отмечается его важная роль в созыве чрезвычайного совещания КПК 7 августа 1927 года. С 1925 по 1926 год — секретарь Исполкома КИМ, член бюро ЦК ВЛКСМ. В 1929 году — заведующий агитпропотделом Нижегородского губкома партии. В 1930 году — 1-й секретарь Заккрайкома ВКП(б).
Делегат X—XVII съездов партии. В 1925—1930 — кандидат в члены ЦК ВКП(б), в 1930 — член ЦК ВКП(б).
Разочаровавшись в политике Сталина, в 1930 году вместе с Л. А. Шацкиным образовал оппозиционную группу, позже установившую контакты с оппозиционно настроенным председателем СНК РСФСР С. И. Сырцовым, что было квалифицировано Сталиным как создание «право-левацкого блока»; 1 декабря 1930 г. появилось совместное постановление ЦК и ЦКК «О фракционной работе Сырцова, Ломинадзе и др.». Сырцов и Ломинадзе были выведены из ЦК и сняты со своих постов. В «Кратком курсе истории ВКП(б)» Ломинадзе и Шацкин именуются «левыми крикунами и политическими уродами».
С 1931 по 1932 год — начальник научно-исследовательского сектора Наркомснаба СССР. С 1932 по 1933 год — парторг машиностроительного завода в Москве. С августа 1933 года — секретарь Магнитогорского горкома ВКП(б) (последний пост получил благодаря обращению хорошо его знавшего Орджоникидзе в Политбюро).
В 1932 году вместе с Шацкиным образовал новую «лево-правую» группу, где правое крыло уже было представлено Я. Стэном; группа распалась после ареста Стэна осенью того же года.
В 1935 году под угрозой ареста пытался покончить жизнь самоубийством выстрелом в сердце, на следующий день умер после операции по извлечению пули. Заместитель Ломинадзе тотчас продиктовал по телефону в Москву предсмертное письмо:

Просьба передать тов. Орджоникидзе. Я решил давно уже избрать этот конец на тот случай, если мне не поверят… Мне пришлось бы доказывать вздорность и всю несерьёзность этих наговоров, оправдываться и убеждать, и при всём том мне могли бы не поверить. Перенести всё это я не в состоянии… Несмотря на все свои ошибки, я всю свою сознательную жизнь отдал делу коммунизма, делу нашей партии. Ясно только, что не дожил до решительной схватки на международной арене. А она недалека. Умираю с полной верой в победу нашего дела. Передай Серго Орджоникидзе содержание этого письма. Прошу помочь семье 
Награждён орденом Ленина и орденом Красного Знамени.
Отец литературоведа Серго Виссарионовича Ломинадзе (1926—2007), который родился в дни работы VII съезда комсомола, делегатом которого был его отец. В стенограмме съезда сохранилось объявление об этом с поздравлениями В. Ломинадзе.